# Compol 2
Compol II sp. z o.o – polska firma specjalizująca się w produkcji urządzeń i systemów ICT rejestrujących, analizujących i opisujących ruch w sieciach PSTN i TCP/IP. 
Modemy, systemy rejestrowania rozmów telefonicznych, systemy analizowania i rejestrowania ruchu w sieciach IP należą do rozwiązań szeroko wykorzystywanych w instytucjach finansowych, nadzorze lotniczym, zarządzaniu kryzysowym, giełdach i policji. Firma z wysokim potencjałem innowacyjności.

## Ważne nagrody[2]
- Złoty Medal MTP w Poznaniu ’93, ’96, Targów Intertelecom ’96 oraz Grand Prix ’96 w Warszawie za modemy i oprogramowanie telekomunikacyjne.
- Nagroda Ministra Przemysłu ’90 za systemy optymalizacyjne.
- Wyróżnienia redakcji czasopism teleinformatycznych:
  - PC Kurier – Produkt roku ’96 za oprogramowanie telekomunikacyjne Wintel,
  - Komputer Świat – Najlepszy program telekomunikacyjny na rynku ‘ 98 ‘ 2000,
  - Komputer Świat – Najlepszy program faksowy na rynku ‘2002,
  - Nominacja do Grand Prix Expo 2002 w Warszawie w kategorii „Oprogramowanie dla przedsiębiorstw”.

## Projekty UE
W ramach Działania 1.4 „Wsparcie projektów celowych” Programu Operacyjnego Innowacyjna Gospodarka, 2007-2013 Compol II zrealizował w latach 2010-2011 projekt AKEN.